# Burg Wellwart
Die Burg Wellwart, auch Wöllwarth genannt, ist eine abgegangene Spornburg auf 440 m ü. NN am linken Wörnitzufer an der Straße nach Brünsee, einem südöstlichen Ortsteil der Stadt Harburg im schwäbischen Landkreis Donau-Ries in Bayern.

## Geschichte
Die Turmburg wurde vermutlich von 1138 bis 1147 von Konrad III. zum Schutz des staufischen Reichsguts Harburg erbaut und 1140 indirekt durch die Nennung der Edelfreien von Wellwart erwähnt. Die beiden Brüder Otto und Eberhard von Wöllwarth treten sowohl um 1140, bei einer Schenkung des Wolftrigel und Diemo von Fronhofen an die Propstei Berchtesgaden, als Zeugen auf als auch in einer Urkunde von 1153 des Grafen Kuno von Oettingen, was die verbreitete Vermutung, dass die Burg die Stammburg der Herren von Wellenwart war, durch weitere Zeugen wie etwa Swiggerus Sacerdos de Horeburg (Harburg),  aus der näheren Umgebung untermauert. Die Burg war schon 1262 in der Hand der Grafen von Graisbach, welche die Burghut damals Marquard von Brünnsee übertragen hatten, und um 1299 verzichtete Otto von Woellwarth unter Vermittlung König Albrechts I. gegenüber Graf Berthold von Graisbach auf sein Rückkaufsrecht an „Burg Wellenwart“.
In der Folgezeit war die Burg im Besitz mehrerer Adelsfamilien, 1406 bis 1496 der Ritter von Hoppingen, 1496 bis 1577 der Ritter von Wernau, 1577 bis 1579 im Besitz von Hans Kaspar Roth von Schreckenstein und ab 1579 der Grafen von Oettingen, die den Besitz 1585 bis 1679 den Rittern von Hersperg in Lehen gaben.
Nach 1679 begann die Burg zu verfallen, wurde im 18. Jahrhundert abgebrochen und 1809 wurde die Burgstelle als „kahler Felsen“ bezeichnet. 1927 fanden auf der Burgstelle Ausgrabungen statt.

## Beschreibung
Bei der ehemaligen Turmburg auf einem Bergkegel von etwa 14 mal 11 Metern handelte es sich um einen Wohnturm mit unregelmäßigem fünfeckigem Grundriss, dessen unterer Teil aus Bruchsteinmauerwerk und der obere Teil vermutlich aus Fachwerk erbaut war mit nördlicher Vorburg. Von der ehemaligen Burganlage sind nur noch Mauerfundamente und ein tiefer Halsgraben erhalten.

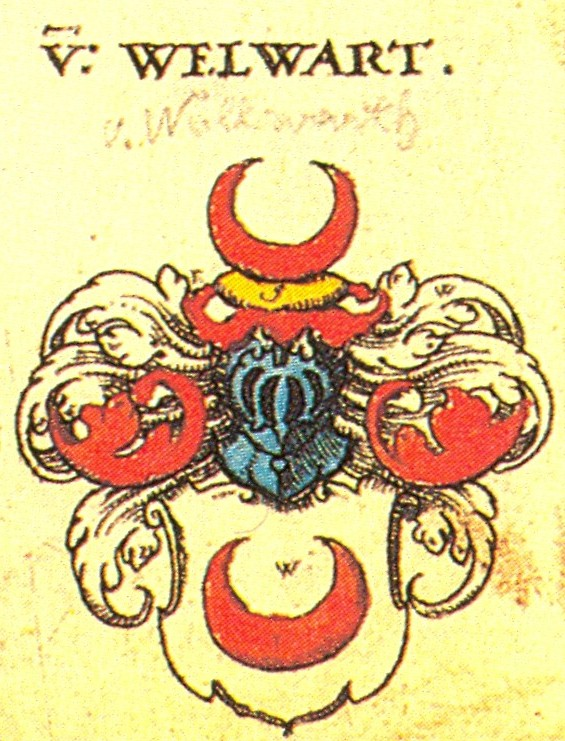
Wappen der Woellwarth aus Johann Siebmachers Wappenbuch